# 25. marinski polk (ZDA)
Za druge 25. polke glejte 25. polk.
25. marinski polk je marinski polk Korpusa mornariške pehote ZDA.
Trenutno je v sestavi 4. marinske divizije.

## Organizacija
- Štabna četa
- 1. bataljon 25. marinskega polka
- 2. bataljon 25. marinskega polka
- 3. bataljon 25. marinskega polka